# La carreta del mercado
La carreta del mercado (en inglés, The Market Cart), es uno de los cuadros más conocidos del pintor británico Thomas Gainsborough. Está realizado en óleo sobre lienzo. Mide 184 cm de alto y 153 cm de ancho. Fue pintado en 1786, encontrándose actualmente en la National Gallery de Londres, Reino Unido. 
Gainsborough es célebre por sus retratos y por sus paisajes, evidenciándose en esta obra su interés por el paisaje, anticipándose al tratamiento del tema por John Constable. Es uno de los últimos paisajes de Gainsborough. Se mostró al público en primer lugar en casa del artista en Pall Mall en 1786, el mismo año en que se pintó. Gainsborough añadió la figura de un leñador cogiendo un haz de leña al año siguiente.
La carreta del mercado se muestra llena de productos frescos. A la derecha hay un leñador, uno de los temas favoritos de las pinturas de Gainsborough, pero es la grandeza de los árboles la que domina la composición.